# John Shaw (peintre)
Pour les articles homonymes, voir John Shaw.
John Palmer Shaw, né le 23 avril 1948 à San Mateo (Californie) et mort le 3 janvier 2019 à Montréal, est un peintre et graveur américano-canadien.

## Biographie
Shaw est né à San Mateo (Californie). Il assiste au Lane High School en Charlottesville (Virginie), et en 1972 est diplômé d’un Baccalauréat en beaux-arts au Maryland Institute College of Art (en) à Baltimore. Il étudie plus tard au Art Students League of New York.
Après avoir fini ses études à Baltimore, Shaw déménage à Washington. Deux ans plus tard, en 1974, il déménage au Cape Cod pour un an et puis à New York en 1975.
Pendant les 15 années qu’il vit à New York, Shaw est exposé dans des salles et galeries organisées par des artistes dans le centre de Manhattan. En 1989, il déménage à Montréal.
John Shaw meurt le 3 janvier 2019 à Montréal

## Œuvres
Ses peintures sont un mélange de couleur et de structure. Ses linogravures et gravures sur bois sont en noir et blanc.
Ses œuvres sont dans les collections du Museum of Modern Art (MoMA), du Brooklyn Museum, de la New York Public Library et du Zimmerli Art Museum à l'université Rutgers.